# Адад-нирари III
Адад-нирари III — царь Ассирии, правивший приблизительно в 811—783 годах до н. э.

## Биография

### Ранние годы
Адад-нерари III — сын Шамши-Адада V. Он вступил на престол ещё малолетним, и до 805 года до н. э. за него правила его мать Шаммурамат (Семирамида). Однако и после начала самостоятельного правления Адад-нирари Шаммурамат продолжала играть большую роль в политической жизни страны.

### Походы на восток
Адад-нирари и его мать Шаммурамат провели ряд походов на восток; в 809 году до н. э. — против Мидии, в 807 году до н. э. — против Манны, где столкнулись с войсками урартского царя Минуа, также претендовавшего на гегемонию в этой стране. Против Манны и урартов был направлен и поход следующего (806 года. до н. э. Об этих походах известно лишь из их краткого перечня в «списке эпонимов» и из, немногим более пространной, торжественной надписи найденной в городе Нимруд. Нимрудская надпись, по всей видимости, была составлена в 802 году до н. э., так как последним событием, упоминаемым там, был поход на Дамаск. Анналы Шаммурамат и Адад-нирари не сохранились. Из этой надписи известно, что к 802 году до н. э. ассирийцы на востоке претендовали на господство в Эллипи (около Керманшаха), Хархаре, Аразиаше (к северу от Хамадана), в Месси, стране мидян, во «всей» Гизильбунде, Манне, Парсуа, Аллабрии (верховья Малого Заба), Абдадане, вплоть до Андии и Каспийского моря.

### Война с Дамаском
Удачно складывались для Адад-нирари III и его походы на запад. Ещё в 807 году до н. э. мать царя Шаммурамат подавила восстание города Гузаны в верховьях Хабура. В 805 году до н. э. Адад-нирари начал войну с Дамаском и его союзниками. К этой войне его подтолкнули следующие события: когда власть в Хамате захватил ассирийский ставленник Закир, против него под руководством Бен-Адада III дамасского выступили члены как северо-сирийского, так и южно-сирийского союзов — цари Куэ, Хаттины, Гургума, Самаля, Мелида, Бит-Агуси (Арпада) и некоторые другие, всего 10 царей, имена которых остались неизвестны из-за дефектности текста надписи. Закир, чтобы удержаться на престоле, призвал на помощь ассирийского царя и тот не замедлил откликнуться на просьбу.
Согласно «списку эпонимов» 805 год до н. э. отмечен походом на Арпад, 804 год до н. э. — походом на Хазазу, 803 год до н. э. — против Ба’ала (то есть наверно Финикии). В 802 году до н. э. Адад-нирари III окончательно завершил покорение Сирии, взяв её почти неприступную столицу Дамаск, что не удалось в своё время Салманасару III. Одолеть Дамасское царство Адад-нирари смог главным образом потому, что оно было ослаблено тяжелыми войнами с соседями (Хаматом, Израилем и др.). Овладение Дамаском, славившимся своей шерстью и металлическими изделиями, имело огромное значение для ассирийской экономики. Это был крупный центр, лежащий на скрещении караванных путей, ведущих из Месопотамии к приморским городам Финикии, и из Малой Азии вглубь Аравии. Среди добычи, захваченной там Адад-нирари, фигурирует небывалое количество железа — 5000 талантов (151 500 кг).

### Другие походы на запад
Адад-нирари III так сообщал о своих походах на запад от Евфрата: «Я покорил Хатти, всю землю Финикии, Тир, Сидон, Бит-Хумри (то есть Израиль), Эдом, Страну филистимлян вплоть до моря заката (то есть Средиземного моря) и наложил на них дань и подати». Надо, впрочем, отметить, что все эти приморские города не решились на войну с Ассирией и добровольно прислали Адад-нирари богатою дань, признав, таким образом, свою зависимость. Добровольное подчинение Эдома и Страны филистимлян приблизило Ассирию почти вплотную к границам Египта. Но все же завоевание Дамаска было временным успехом, основательно закрепиться в Сирии и Палестине Адад-нирари так и не смог.

### Победа над Вавилонией
В 802 году до н. э. Адад-нерари III также одержал значительную победу в войне с Вавилонией и халдейскими государствами Приморья. Он взял в плен вавилонского царя Баба-ах-иддина и заключил с Вавилонией договор, на основании которого ассирийский царь становился «покровителем» этой страны. Этот договор утверждал выгодную для Ассирии линию границы, установленную ещё Шамши-Ададом V. Богатые дары были посланы в главные вавилонские святилища. Ассирийцы стали всячески подчеркивать культурное и религиозное единство двух народов.

### Походы в конце правления
События после 802 года до н. э. в Нимрудской надписи не освещаются, но из других источников известно, что после этого года Шаммурамат и Адад-нирари III провели ещё 6 походов в Мидию (в 800, 799, 793, 792, 788 и 787 годах до н. э.) и один поход в Намру (Намар) в 797 году до н. э. По данным Ктесия Семирамида воевала далеко на востоке, вплоть до Бактрии. Между 802 и 787 годами до н. э. ассирийцы могли значительно продвинуться на восток, хотя, конечно, вряд ли до собственно бактрийской территории.
Кроме того Адад-Нирари совершил ещё один поход за Евфрат против страны Манцуату (в Сирии, точное местоположение спорно) (796 год до н. э.) и три похода для подавления восстаний страны Иту’а (область кочевого племени южнее Ашшура) в 790, 783 и 782 годах до н. э. А также три похода на город Дер в 795 и 794 годах до н. э., видимо против эламитов поддерживающих Вавилон.

### Войны с Урарту
Однако, как и при его отце, главным противником Ассирии при Адад-нирари III оставалось государство Урарту. Около 802—801 годов до н. э. урартский царь Минуа захватил под свой контроль Манну и воздвиг или восстановил там крепость Мешта (совр. Таш-Тепе, недалеко от Миандоаба), как о том свидетельствует найденная там его надпись. Адад-нирари воевал с ним четыре раза южнее озера Ван, в Хубушкии (в 801, 791, 785 и 784 годах. до н. э.), раз около г. Лушиа (тоже на севере Ассирии) в 798 и раз в долине Верхнего Евфрата в стране Киску (786 год до н. э.), но не имел успеха.

### Возвышение культа бога Набу
Адад-нирари III, как и его мать, оказывал особое почитание культу бога Набу. В 788—787 годах до н. э. он построил в Ниневии храм этому богу.
Правил Адад-нирари III 28 лет.